# Estación Shazitang

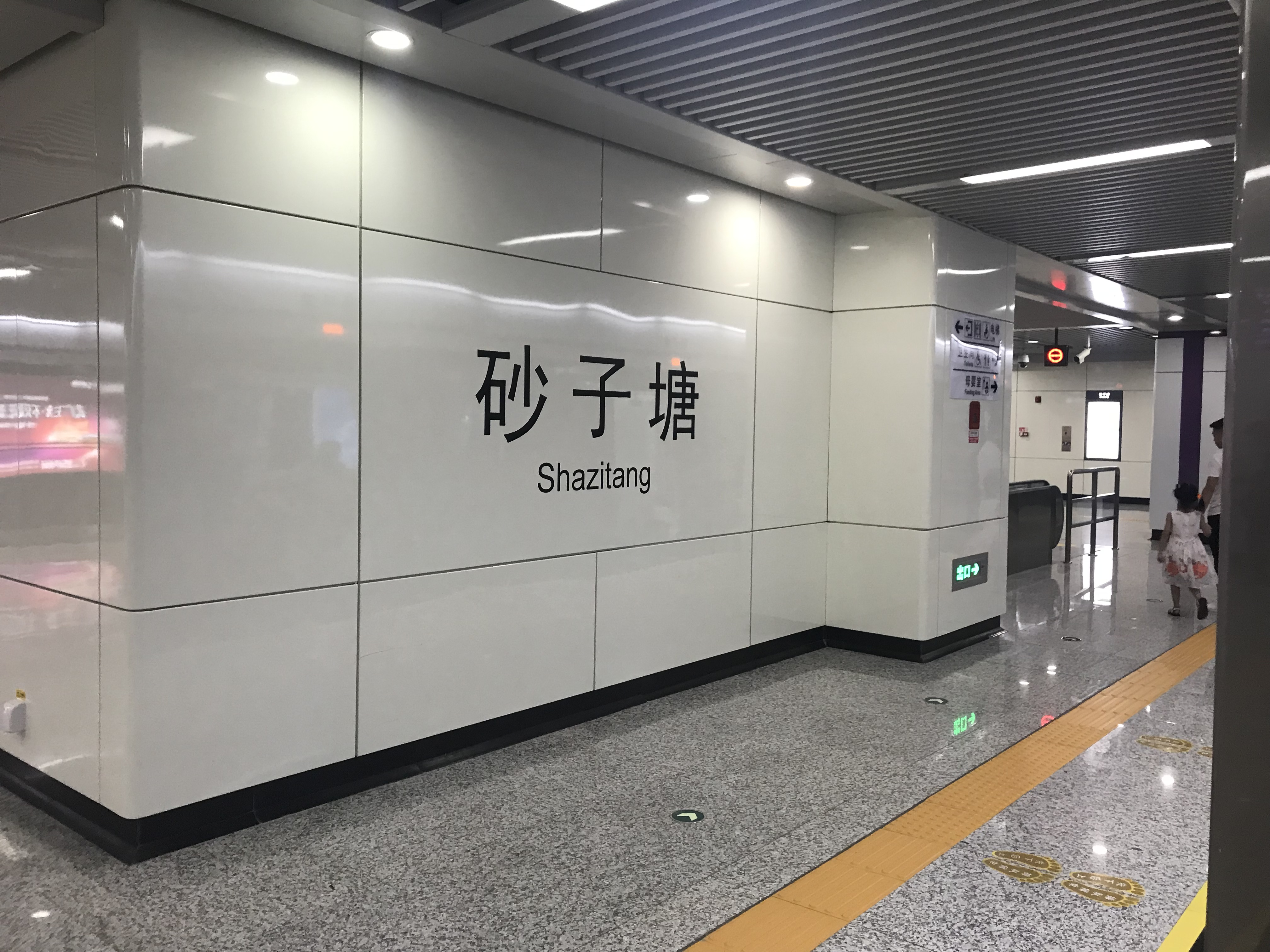
Estación Shazitang.

La estación de Shazitang (en chino simplificado, 砂子塘站; pinyin, Shāzǐtáng Zhàn) es una estación de metro en Changsha, Hunan, China, operada por el operador de metro Changsha Changsha Metro.

## Disposición de la estación
La estación tiene una plataforma isleña.

## Historia
La construcción comenzó en marzo de 2016 y la estación se completó en octubre de 2017. La estación abrió sus puertas el 26 de mayo de 2019.

## Área circundante
- Primer Hospital Afiliado de la Universidad de Medicina Tradicional China de Hunan Teatro de Ópera y Danza de Changsha  Escuela Secundaria Changsha Daotian (长沙市稻田中学)  Escuela Shazitang